# Johann Krall

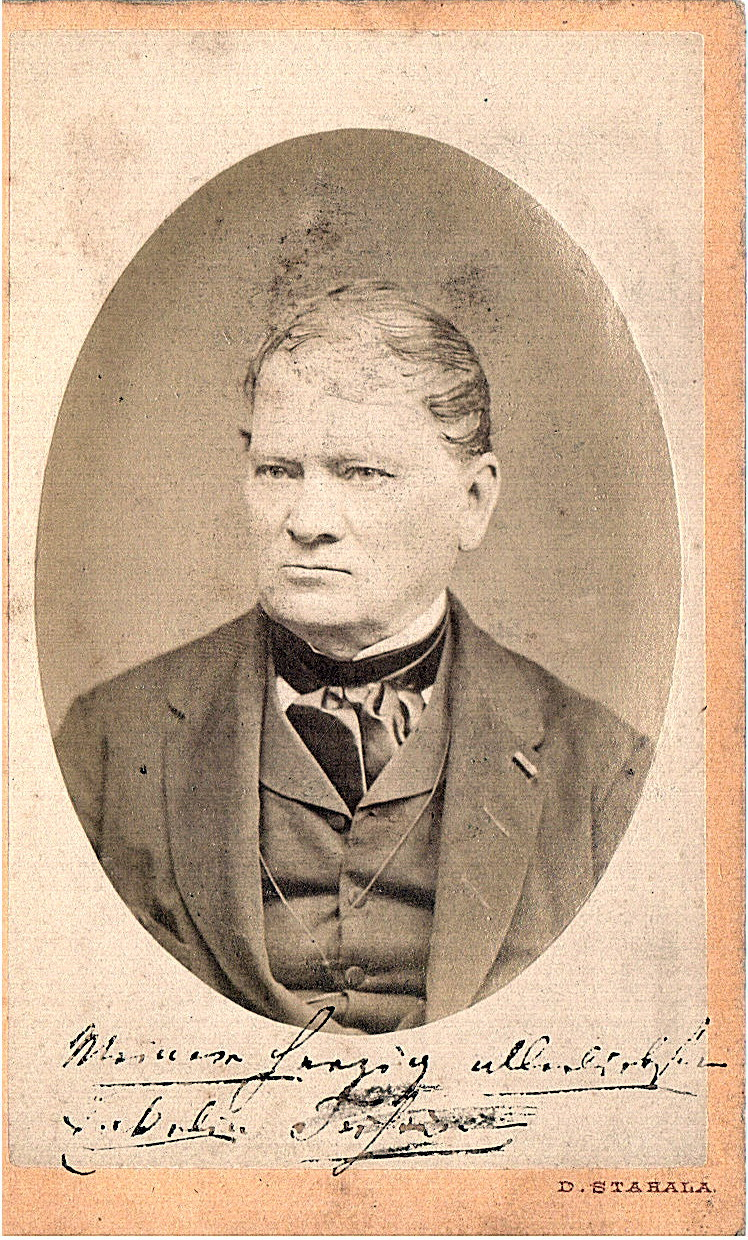
Johann Baptist Krall, Porträt-Foto

Johann Baptist Krall (* 1803 in Wien; † 4. Mai 1883 ebenda) war ein österreichischer Komponist, Dirigent und Arrangeur.

## Leben
Krall war ein Schüler des Organisten und Komponisten Joseph Preindl (1756–1823), der 1809 die Nachfolge Johann Georg Albrechtsbergers als Domkapellmeister am Wiener Stephansdom antrat. Daneben war er Schüler von Preindls Nachfolger Ignaz von Seyfried. 
Erstmals namentlich erwähnt wird „Krall“ als Teilnehmer von Beethovens Beisetzung am 29. März 1827.
1845 übernahm er das Chorleiteramt des Gesangsvereins der Piaristenkirche Maria Treu. 1849 wurde er in den Vorstand der Gesellschaft der Musikfreunde gewählt. 1851 wurde er auch in den leitenden Ausschuss des Wiener Singvereins aufgenommen, dem er bis kurz vor seinem Tod angehörte.
Krall schuf vor allem Werke der Kirchenmusik, die heute weitgehend verschollen sind. Erhalten sind mehrere kleinere Werke für Gesang, die im Druck erschienen.
Er war mit Therese Krall geb. Gerstner verheiratet und wohnte zuletzt in der Josefstadt, Auerspergstraße 13, wo er am 4. Mai 1883 „nach langer Krankheit“ verstarb. Am 6. Mai wurde er in der Piaristenkirche Maria Treu eingesegnet und auf dem Hietzinger Friedhof begraben.

## Werke (Auswahl)
- Wunsch (Text Eduard Kierschner) für Gesang und Klavier, Wien: Diabelli 1847
- Mit Gott (Text Johann Nepomuk Vogl) für Gesang und Klavier, Wien: Diabelli 1851
- Gekommen ist der Mai für Gesang und Klavier, Wien: Spina 1852
- Pater noster (Vater unser) für Gesang und Orgel, Wien: Glöggl 1861
- Ave Maria für Gesang und Orgel, Wien: Glöggl 1861
- Fromme Gesänge für Gesang und Klavier, Wien: Glöggl 1868
- Für Kirche und Haus. Religiöse Gesänge für Gesang und Orgel, Wien: Spina 1872